# Omeprazole
Omeprazole, được bán dưới tên thương mại là Prilosec và Losec cùng với một số những tên khác, là một loại thuốc được sử dụng trong điều trị bệnh trào ngược dạ dày thực quản, bệnh loét dạ dày tá tràng và hội chứng Zollinger-Ellison. Chúng cũng được sử dụng để ngăn ngừa chảy máu đường tiêu hóa trên ở những người có nguy cơ cao. Thuốc có thể được đưa vào cơ thể qua đường miệng hoặc tiêm vào tĩnh mạch.
Các tác dụng phụ thường gặp bao gồm buồn nôn, nôn, đau đầu và tăng khí đường ruột. Tác dụng phụ nghiêm trọng có thể có như viêm đại tràng Clostridium difficile, tăng nguy cơ viêm phổi, tăng nguy cơ gãy xương, và có thể sẽ bị ung thư dạ dày. Mức độ an toàn nếu sử dụng thuốc trong thời kỳ mang thai vẫn là chưa rõ ràng Omeprazole là một chất ức chế bơm proton và như vậy ngăn chặn sự giải phóng axit dạ dày.
Omeprazole được phát hiện vào năm 1979. Nó nằm trong danh sách các thuốc thiết yếu của Tổ chức Y tế Thế giới, tức là nhóm các loại thuốc hiệu quả và an toàn nhất cần thiết trong một hệ thống y tế. Chúng có sẵn dưới dạng thuốc gốc. Chi phí bán buôn ở các nước đang phát triển tính đến năm 2014 là 0,01 đô la Mỹ đến 0,07 đô la Mỹ cho mỗi liều. Tại Hoa Kỳ, chi phí trung bình là 0,50 đô la Mỹ cho mỗi viên thuốc.